# Zbigniew Stachowski
Zbigniew Janusz Stachowski (ur. 21 października 1946 w Toruniu, zm. 3 lutego 2025 w Rzeszowie) – polski filozof i religioznawca, doktor habilitowany nauk humanistycznych, pułkownik Wojska Polskiego, wieloletni prezes a później Honorowy Prezes Polskiego Towarzystwa Religioznawczego.

## Życiorys
Absolwent Liceum Ogólnokształcącego nr 3 w Toruniu. W 1965 rozpoczął naukę w Oficerskiej Szkole Łączności w Zegrzu (od 1967 Wyższa Szkoła Oficerska Wojsk Łączności), którą ukończył w 1968. Początkowo podjął służbę w macierzystej uczelni jako dowódca plutonu szkolnego. Następnie został przydzielony do Centralnego Ośrodka Szkolenia Wojsk Łączności w Legnicy.
W 1974 rozpoczął studia w Wojskowej Akademii Politycznej na Wydziale pedagogiczno-politycznym, które ukończył w 1978. Pracę magisterską napisał pod kierunkiem Mirosława Nowaczyka. W 1980 rozpoczął pracę w Wojskowej Akademii Politycznej. W 1984 obronił rozprawę doktorską pt. „Problemy wojny i pokoju w doktrynie społecznej Kościoła katolickiego (od Jana XXIII do Jana Pawła II)”. Recenzentami rozprawy byli Józef Keller i Józef Borgosz. W 1990 uzyskał stopień naukowy doktora habilitowanego na podstawie rozprawy pt. „Kościół i kultura. Problemy akulturacji w nauczaniu Jana Pawła II".
W latach 1990–1995 pracował na stanowiskach docenta i profesora nadzwyczajnego w Akademii Obrony Narodowej. W roku 1995 podjął pracę w Wyższej Szkole Pedagogicznej w Rzeszowie (od 2001 Uniwersytet Rzeszowski). W latach 1994–1998 dodatkowo był zatrudniony w Wyższej Szkole Zarządzania i Marketingu w Warszawie. W latach 1996–2001 piastował stanowisko rektora Wyższej Szkoły Społeczno-Gospodarczej w Tyczynie. W latach 2000–2005 był przewodniczącym Konferencji Założycieli Uczelni Niepaństwowych w ramach Stowarzyszenia Rektorów i Założycieli Uczelni Niepaństwowych.

## Polskie Towarzystwo Religioznawcze
Członkiem Polskiego Towarzystwa Religioznawczego był od 1980. W latach 1984–1994 piastował stanowisko sekretarza redakcji kwartalnika Przegląd Religioznawczy. W latach 1991–2015 był prezesem. W 2015 Zarząd Towarzystwa przyjął uchwałę o nadaniu mu tytułu „Honorowego Prezesa Polskiego Towarzystwa Religioznawczego”. W roku 2024 otrzymał Wyróżnienie Naukowego Polskiego Towarzystwa Religioznawczego – Laurea Scientiae Religionum. 

## Życie prywatne
Syn Zygfryda i Janiny, miał dwóch braci: Tomasza i Lecha. Żonaty od 1971, posiadał jedną córkę. 

## Wybrane publikacje
- Antynomie transformacji w Polsce. Chrześcijaństwo, mniejszości, liberalizm, (red. nauk) Warszawa 1993.
- Człowiek i kultury. Liber amicorum. Studia poświęcone profesorowi Mirosławowi Nowaczykowi, (red. nauk) Warszawa-Tyczyn 2001.
- Filozofia i religia w kulturze narodów słowiańskich, Rzeszów 1995.
- Filozofia w kulturach krajów słowiańskich, Rzeszów 2007.
- Jan Paweł II a wyzwania współczesności, Warszawa 1991.
- Kościół i kultura. Problemy inkulturacji w nauczaniu Jana Pawła II, Warszawa 1990.
- Language – Religion – Culture. In memory of professor Witold Tyloch, (red. nauk) Warsaw 1992.
- Nowe ruchy religijne. Wybrane problemy, (red. nauk) Warszawa-Tyczyn 2000.
- Religia i kultura. Materiały z konferencji naukowej (Gdynia, 11-12 maja 1991 rok), (red. nauk) Gdynia 1991.
- Religioznawstwo polskie w XXI wieku, (red. nauk) Tyczyn 2005.
- Sekty czy nowe ruchy religijne. Wybrane zagadnienia, (red. nauk) Tyczyn 2005.
- Stosunki państwo-Kościół w latach 1944-1987 (wybór materiałów źródłowych), Warszawa 1988.